# 計画都市

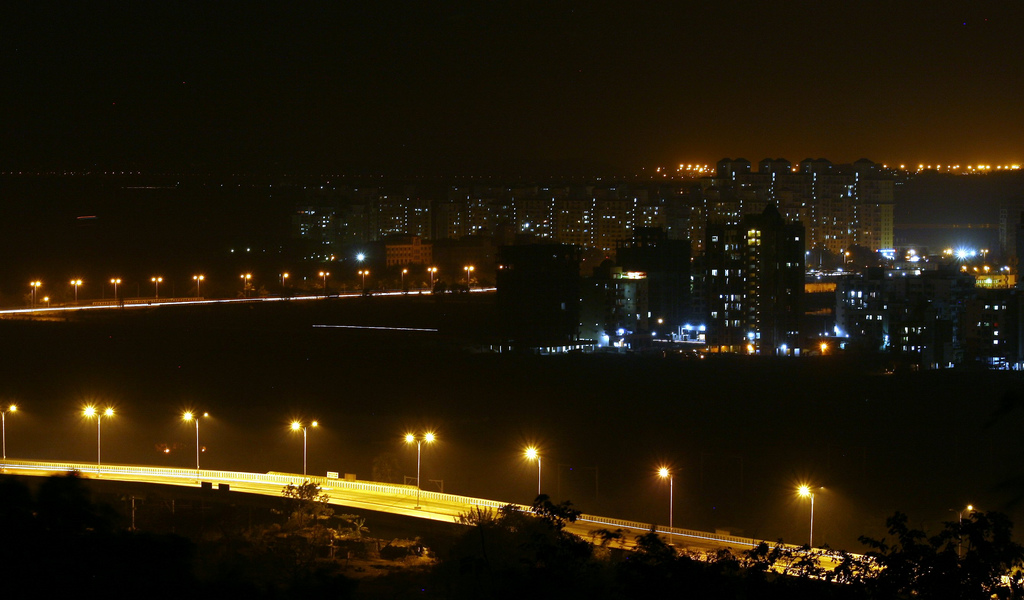
世界最大の計画都市であるインドのナビムンバイ

フレゼリシアの計画 (デンマーク) 1900年。1650年に設立

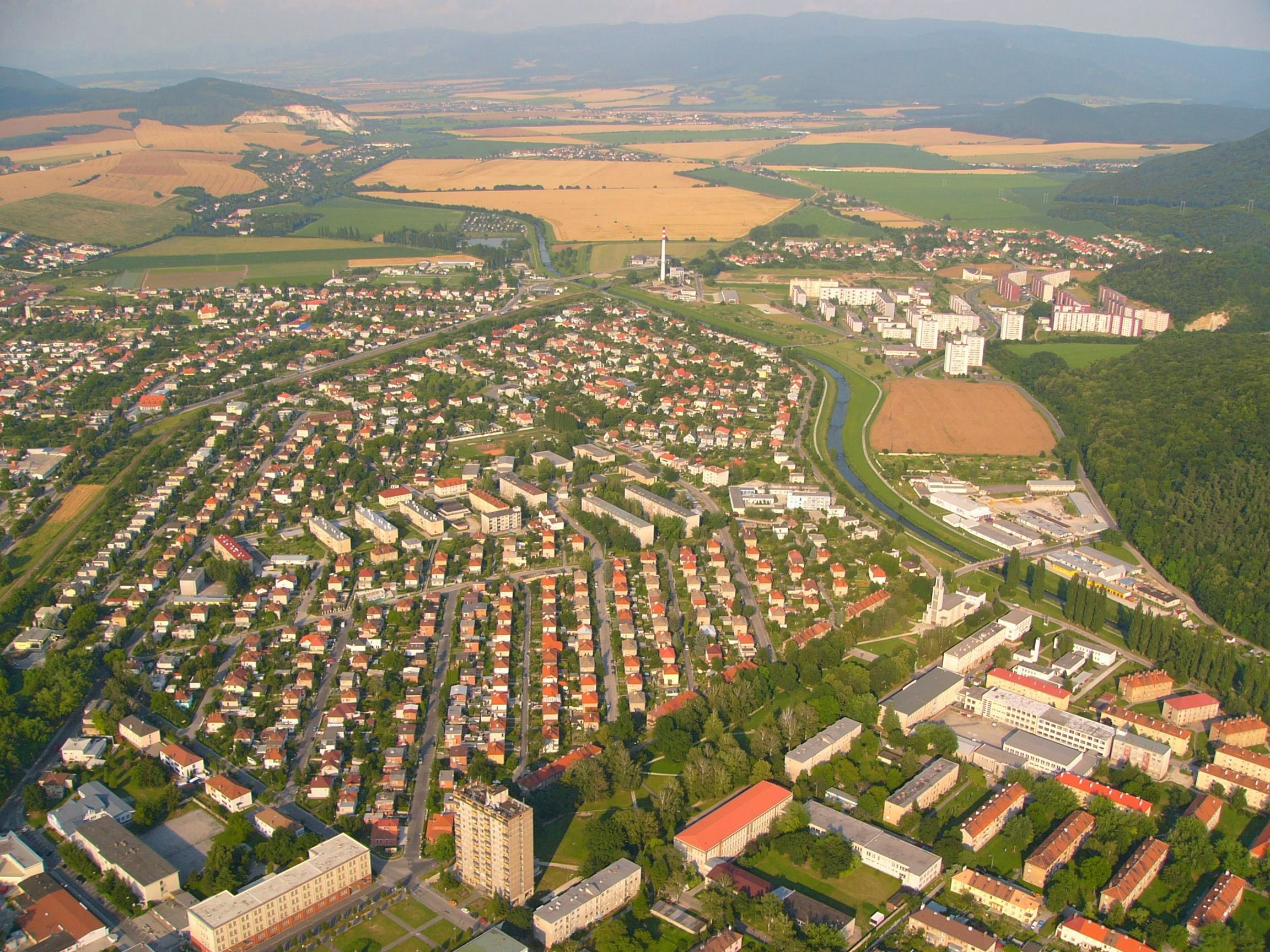
Partizánske スロバキア- 製靴工場と一緒に1938年に設立された典型的な計画された工業都市の例で、実質的に工場街に暮らすすべての住民が従業員に採用された。

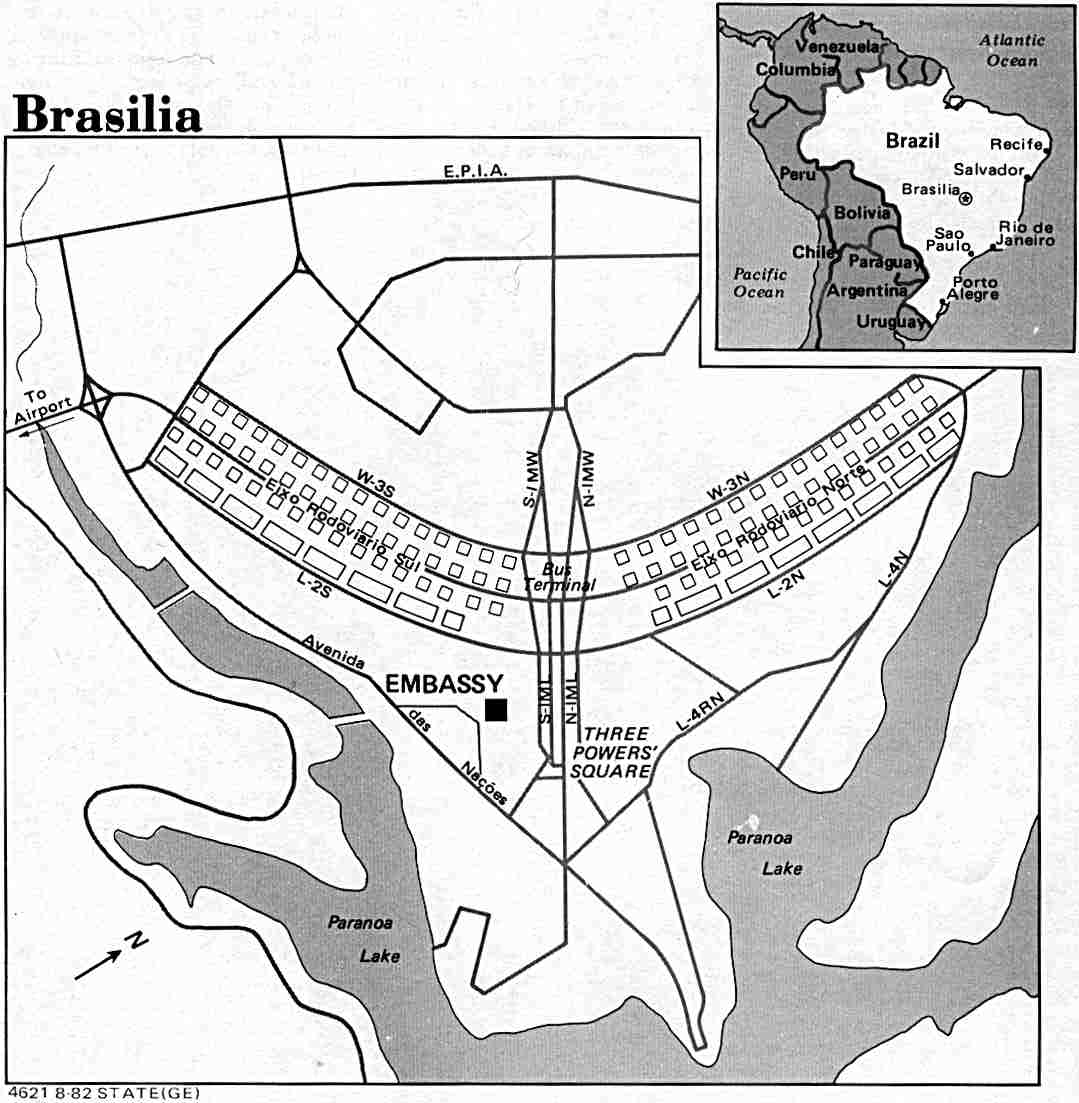
ブラジリア建設のための採用された計画案

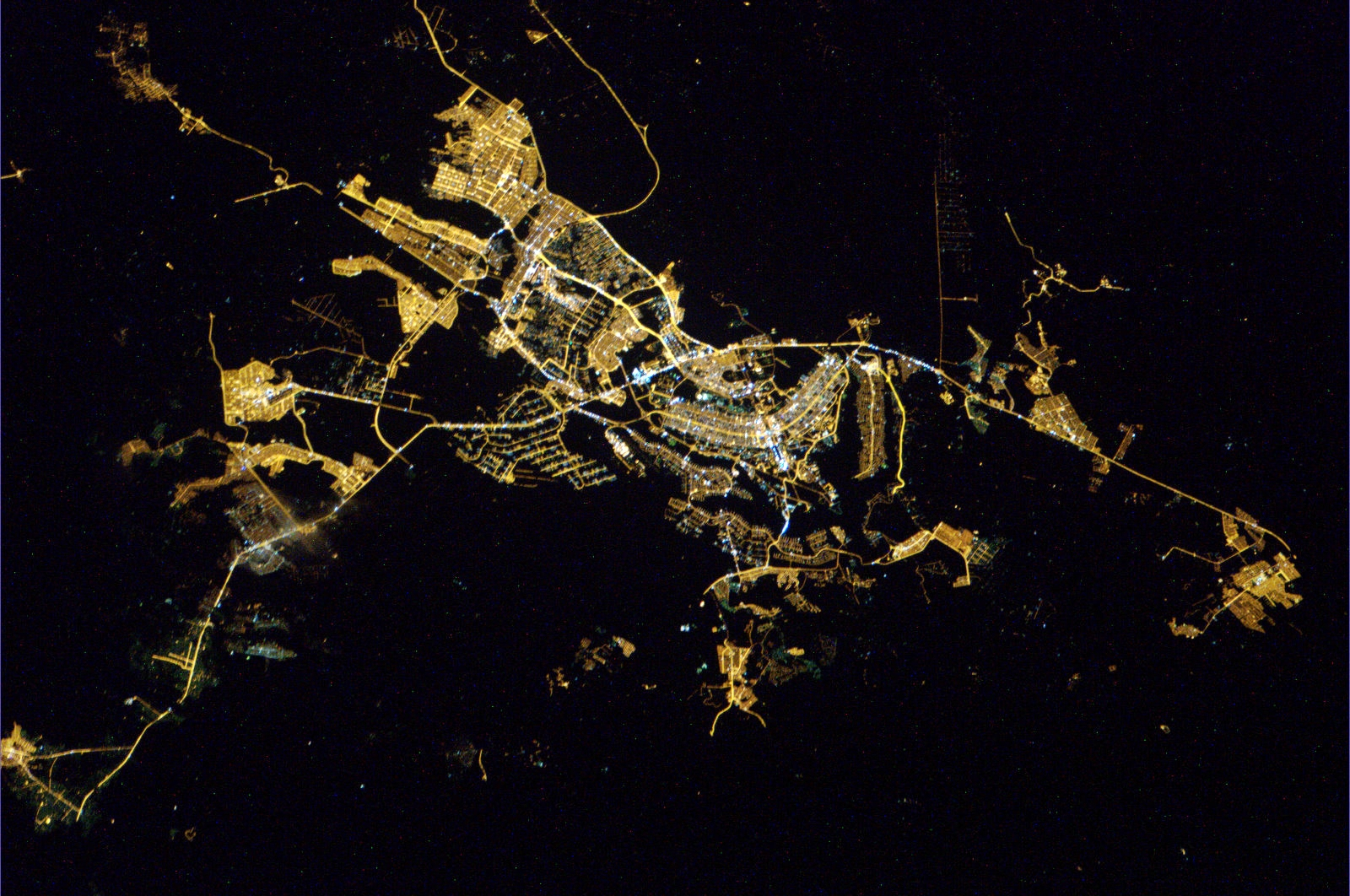
ISSから夜のブラジリア

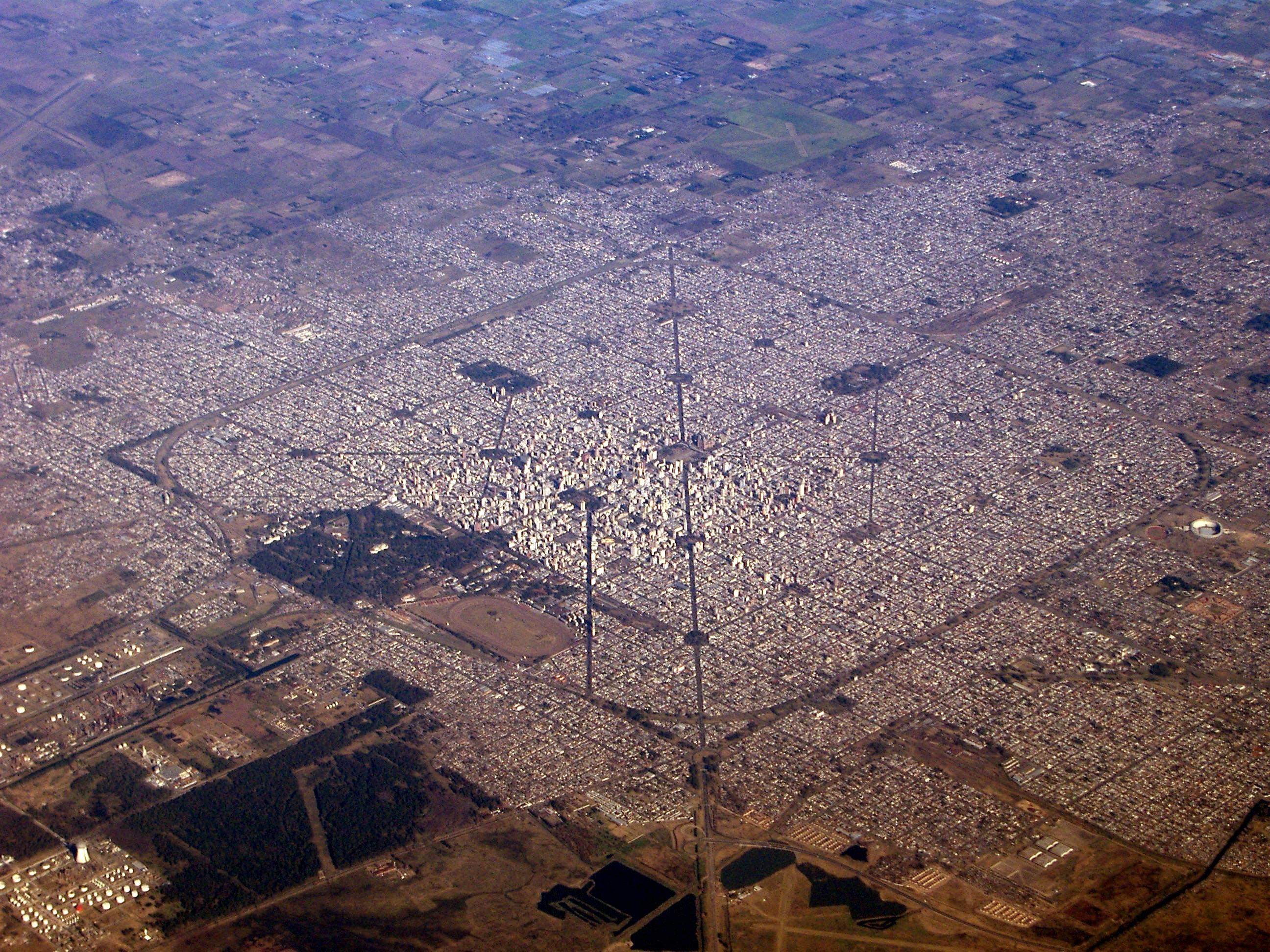
ラプラタの上からの眺め、19世紀後半の計画都市

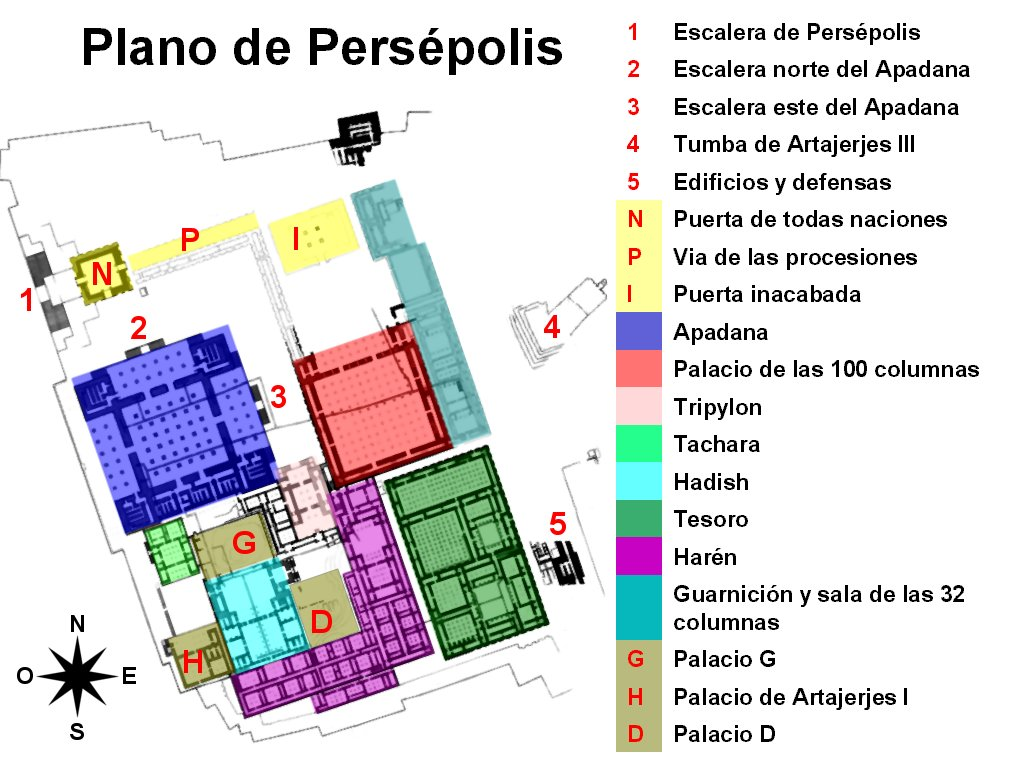
ペルセポリスの計画案

計画都市（けいかくとし、英: planned community、planned city、仏: ville nouvelle）とは、都市計画に基づいて建設された都市。通常の都市は自律的な人の流れによって無計画に生まれて発展するが、このような自然発生的な都市に対して、人工都市ともいわれるのが計画都市である。
世界最大の計画都市はムンバイ近郊のナビムンバイである。

## 歴史
計画都市は古代から存在した。たとえば古代ギリシャの場合、自然発生的な本国領域の都市よりも、海外植民地に設立された植民都市に顕著な計画性が見て取れ、「機能的・合理的な整然とした格子型都市」が建設された。
アリストテレスによれば、方格設計の発案者は、ミレトスのヒッポダモスである。「政治学」にはヒッポダモスが都市計画という技術を発明し、ピレウスを整備したこと、また（当時の常識に反して）学者としての生き方を優先するために、政治家になろうとはしなかった事などが書かれている
彼はミレトスの再建、ピレウス、トゥリオイ、ロドス島の諸都市などの設計にかかわったとされる。
中世以降においても、植民地化の過程で新しい都市の建設が行われることがあり、このような都市の例として、パレスチナのベツレヘム、スコットランドのグレンロセス、アルゼンチンのラ・プラタ、メキシコのイスタパとカンクン、ベネズエラのシウダーグアヤナなどがあり、これらは経済だけでなく政治の中心として建設された面もある。世界中の首都の中には、そのようにして計画された都市が多数ある。#計画都市の首都を参照。
時代によって都市に求められる能力は変化し、計画都市はその影響をより直接的に受けるため、中世期につくられた計画都市が現代においてはその能力を十分に発揮できていなかったり、発展を阻害していたりする場合もある。

## 計画都市の首都
以下は初めから首都とするべく建設された計画都市の例である。
- サンクトペテルブルク（ロシア帝国）
- キャンベラ（オーストラリア）
- オタワ（カナダ）
- ブラジリア（ブラジル）
- ベルモパン（ベリーズ）
- ニューデリー（インド）
- アブジャ（ナイジェリア）
- アスタナ（カザフスタン）
- ネピドー（ミャンマー）
- イスラマバード（パキスタン）
- ヌサンタラ（インドネシア）
- ワシントンD.C.（アメリカ合衆国）
- 平城京、平安京など（日本）

厳密には首都ではないが、マレーシアの連邦行政機能の中心となっているプトラジャヤも計画都市である。また、エジプトでは、現首都であるカイロ東郊に計画都市・新行政首都を建設しており、首都機能の移転を目指している。

## 類型の例

### 植民地都市
植民地統治下の宗主国の経営のもとに形成された都市と定義される。宗主国による支配の拠点であり、計画的に施設・街区・道路その他が配置される。建築物においては、しばしば植民地様式と呼ばれる、本国の建築様式と現地の資材その他の事情による変容が融合した独特の様式が見られる。

### ヒル・ステーション
酷暑の植民地に駐在する冷涼な気候になれた本国の人々のために計画された避暑地であり、植民都市の一種である。代表例としてはベトナムのダラットとサパ、マレーシアのキャメロンハイランド、ミャンマーのメイミョー、インドのシムラーとダージリンなどがある。

### 学園都市
単に学園都市あるいは大学都市と言った場合、それは単に教育機関（大学）を中心に自然に発展した都市も含むが、ここでは都市計画に基づいて新規に建設された物を指す。
中核となる教育機関がまったくの新設である場合もあるが、メキシコの大学都市、日本の筑波研究学園都市のように大都市の過密対策として、既存の機関・施設を移転・再編することも多い。その性質上、住民の流動性が高く、コミュニティ形成が通常の都市と異なる。